# Ante Palaversa
Ante Palaversa (* 6. April 2000 in Split) ist ein kroatischer Fußballspieler. Der defensive Mittelfeldspieler steht beim FC Aberdeen unter Vertrag.

## Karriere

### Vereine
Palaversa begann seine Karriere beim Hajduk Split. Am 26. Juli 2018 debütierte Palaversa beim 1:0 gegen Slawia Sofia in der UEFA Europa League. Sein erstes Tor erzielte er am 26. August 2018 gegen Inter Zaprešić. Im Januar 2019 verpflichtete ihn Manchester City, wo er einen Vertrag bis zum 30. Juni 2023 unterschrieb. Die Rückrunde der Spielzeit 2018/19 spielte Palaversa jedoch leihweise weiter für Hajduk Split. Zur Saison 2019/20 wurde der Kroate an den belgischen Erstligisten KV Ostende verliehen, für den er bis zum vorzeitigen Abbruch der Saison aufgrund der COVID-19-Pandemie in Belgien 20 Pflichtspiele bestritt. Ab dem Sommer 2020 spielte Palaversa für knapp fünf Monate auf Leihbasis beim FC Getafe in der spanischen Primera División und kam dort viermal zum Einsatz, ehe die Leihe im Januar 2021 vorzeitig beendet wurde. Stattdessen verlieh ihn Manchester City Ende Januar 2021 für anderthalb Jahre an den belgischen Erstligisten KV Kortrijk, bei dem sich Palaversa als Stammspieler durchsetzen konnte. Nach Ablauf dieser dritten Leihe kehrte der Spieler im Sommer 2022 nicht nach Manchester zurück, sondern wechselte fest zum französischen Erstligisten ES Troyes AC. In seiner ersten Saison kam er dort jedoch nur zu zwei Ligaeinsätzen und stieg mit der Mannschaft 2023 in die Ligue 2 ab.
Am 8. August 2024 wechselte Palaversa mit einem Einjahresvertrag zum FC Aberdeen nach Schottland.

### Nationalmannschaft
Palaversa durchlief von 2015 bis 2023 von der U15 bis zur U21 alle Jugendnationalmannschaften des kroatischen Fußballverbandes. Er erzielte in 61 Spielen 8 Tore. Mit der U21-Nationalmannschaft nahm er im Sommer 2023 an der U21-Europameisterschaft teil und kam dort bis zum Vorrundenaus der Mannschaft in zwei der drei Gruppenspiele zum Einsatz.